# Панасюк, Михаил Игоревич
Михаил Игоревич Панасюк (14 августа 1945 — 3 ноября 2020) — советский и российский физик. Работал в области космической физики и астрофизики космических лучей, доктор физико-математических наук (1988), профессор (1993), директор НИИ ядерной физики имени Д. В. Скобельцына МГУ (с 1992 года), заведующий кафедрой физики космоса физического факультета МГУ (с 2005 года).

## Биография
Родился в Москве в семье Игоря Семёновича Панасюка и Анны Фёдоровны Кузиной. В 1963 году после окончания средней школы поступил на физический факультет МГУ им. М. В. Ломоносова. С 1969 г. по 1972 г. учился в аспирантуре физического факультета, которую окончил в 1972 г., защитив кандидатскую диссертацию по тематике протонных радиационных поясов Земли. С 1968 г. стал работать в НИИ ядерной физики МГУ, в Отделе теоретической и прикладной космофизики (в начале — Опытно-конструкторской лаборатории).
В 1974 г. стал старшим научным сотрудником. В 1984 г. был назначен на должность заместителя директора института по научной работе. В 1988 г. защитил в Физическом институте им. П. Н. Лебедева АН СССР докторскую диссертацию по тематике ионных радиационных поясов и кольцевого тока Земли.
В 1992 г. был избран коллективом сотрудников директором НИИ ядерной физики. В 1990 г. был назначен на должность заведующего Отделом космофизических исследований, а в 2015 г. заведующим вновь образованного Отдела космических наук.
С 1990-х годов вёл преподавательскую работу на физическом факультете, являясь профессором кафедры космических лучей. В 2005 г. был избран на должность заведующего кафедрой физики космоса (в прошлом — кафедра космических лучей). В 1993 г. было присвоено звание профессора.
В 2016 г. избран член-корреспондентом Международной академии астронавтики (International Academy of Astronautics (IAA)).
В 2018 г. избран вице-президентом Комитета по космическим исследованиям (COSPAR — Committee of Space Researches).

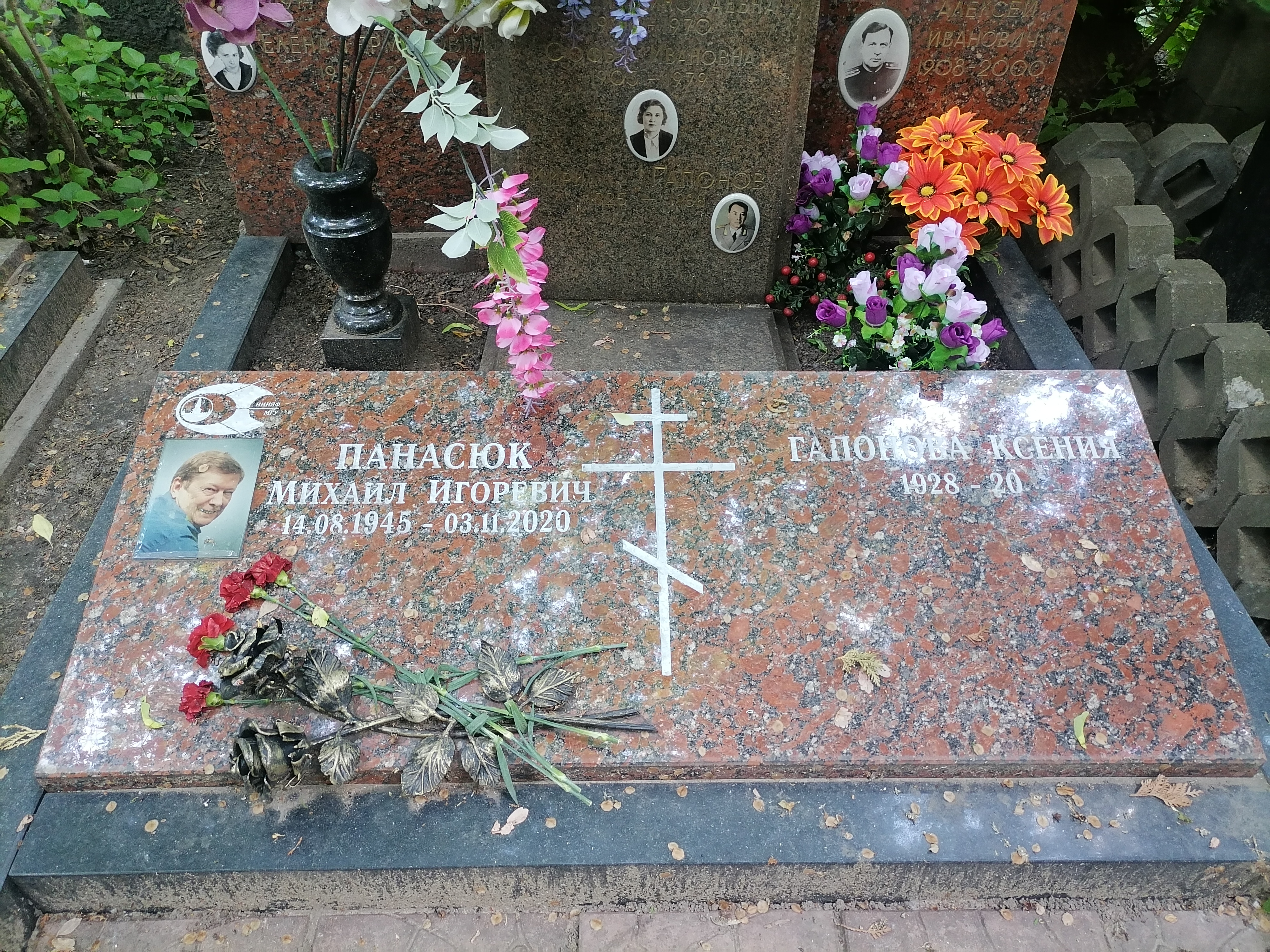
Могила на Донском кладбище

Похоронен на Донском кладбище (4 участок, 3 аллея).

## Научная деятельность
Область научных интересов М. И. Панасюка — исследование радиации, магнитосфер планет и космических лучей с помощью космических и наземных экспериментов. Космическая физика и физика космических лучей — значительная часть научных исследований, проводимых в НИИ ядерной физики, который известен во всём мире прорывными исследованиями в области физики и астрофизики космического пространства. В настоящее время НИИЯФ МГУ является головным в России по проблемам, связанным с изучением космических лучей и радиации на борту космических аппаратов. Наряду с решением ряда фундаментальных проблем физики космоса в НИИЯФ МГУ разрабатываются нормативные документы по радиационной стойкости материалов космических аппаратов: а также моделей окружающей радиации, активно используемые в различных отраслях отечественной ракетно-космической промышленности. Модели радиации НИИЯФ МГУ легли в основу международной и отечественных систем стандартизации физических условий в околоземном космическом пространстве и продолжают разрабатываться и в настоящее время.
М. И. Панасюк — автор пионерских экспериментальных исследований на спутниках Земли, результатом которых, в частности, стало доказательство возможности резонансного ускорения ионов в радиационных поясах Земли под действием квазипериодических флуктуаций магнитного поля, а также определение роли радиальной диффузии частиц радиационных поясов при воздействии флуктуаций электростатического и магнитных полей. Приоритеты в этой области признаны зарубежными специалистами.
Широкую международную известность получили инициированные М. И. Панасюком исследования кольцевого тока в магнитосфере, ответственного за генерацию геомагнитных бурь и роли ионосферного кислорода как основного компонента кольцевого тока, определяющего, наряду с протонами солнечной плазмы, энергетику геомагнитных бурь.
М. И. Панасюк — автор уникальных экспериментов по изучению аномальных космических лучей, выполненных на спутниках, которые привели к открытию нового явления в околоземном пространстве — формирования радиационного пояса Земли, состоящего из аномальных космических лучей — и доказательству свойств взаимодействия этого радиационного пояса с нейтралами межзвёздного газа.
Под руководством М. И. Панасюка в период 2000—2006 г.г. были осуществлены четыре международных эксперимента (ATIC) на высотных аэростатах в Антарктике по изучению космических лучей в малоизученном интервале энергий. Он является одним из координаторов работ по развиваемому в настоящее время проекту «Тунка» — совместной астрофизической обсерватории МГУ и Иркутского университета вблизи озера Байкала, направленной на исследование космических лучей высоких энергий. Её создание началось в 2006 г. В настоящее время она стала международным проектом, в рамках которого уже создана гамма-астрономическая обсерватория «HiScore» и началась реализация более масштабного проекта в области гамма-астрономии — «TAIGA».
В результате экспериментов, проведённых на наземной установке «Тунка» и в аэростатном эксперименте ATIC, получены уникальные результаты по выяснению природы космических лучей. Среди них — обнаружение особенностей в энергетическом спектре космических лучей вблизи границы перехода от галактического источника к внегалактическому и аномалий в спектре высокоэнергичных электронов, указывающих на возможные их источники — пульсары или продукты распада «тёмной материи». Эти результаты опубликованы в высокорейтинговых журналах, в том числе в «Nature», и имеют высокий индекс цитирования.
Начиная с 2005 г. М. И. Панасюк инициировал и осуществил с сотрудниками института несколько космических экспериментов на спутниках, которые легли в основу Программы космических исследований МГУ им. М. В. Ломоносова. Среди них: спутники «Татьяна-1» (2005 г.) и «Татьяна-2» (2009 г.). В этих экспериментах были получены экспериментальные результаты по экстремальным явлениям в атмосфере Земли: проявлениям электрических разрядов в её верхних слоях (высотах в десятки километров) — транзиентных световых явлений в ультрафиолете. Многие из этих результатов получены впервые и они свидетельствуют о необходимости разработки новых подходов в их физическом моделировании.
В 2014 г. был запущен спутник «Вернов» для проведения масштабных экспериментов по изучению воздействия радиации на верхние слои атмосферы и исследованиям динамики радиационных поясов Земли. Разработка программы, создание аппаратуры для этих космических экспериментов осуществлялась под руководством М. И. Панасюка.
В 2014 г. был запущен ещё один космический аппарат, на борту которого был осуществлён эксперимент «Нуклон» по изучению химического состава галактических космических лучей.
В 2016 г. были начаты эксперименты на Российском университетском спутнике «Ломоносов». Он был запущен с космодрома «Восточный». «Ломоносов» — уникальная астрофизическая лаборатория, созданием комплекса научной аппаратуры для которой также руководил М. И. Панасюк.
Начиная с 2018 г. в институте начала осуществляться программа разработки и осуществления экспериментов на сверхмалых космических аппаратах типа «кубсат». В 2019 г. было запущено несколько космических аппаратов такого типа с научной аппаратурой, разработанной в Отделе космических наук.
Помимо упомянутых выше космических экспериментов в области фундаментальных исследований, М. И. Панасюк руководил проведением прикладных экспериментов по мониторингу космической радиации на борту спутников серий «Метеор», «Электро», «Глонасс» и «Космос» и Международной космической станции в интересах Роскосмоса и других ведомств.
В настоящее время в НИИЯФ создан «Центр мониторинга космической радиации» в функции которого входит обработка, систематизация информации о радиационной обстановке и выдача рекомендаций для оперативных решений организациям, эксплуатирующим космические аппараты.
М. И. Панасюк — автор более 400 научных статей и докладов на российских и международных конференциях, 15 монографий и 7 учебных пособий. Он автор 1 открытия, обладатель 2 патентов и 5 свидетельств о регистрации прав на программное обеспечение.

## Преподавательская деятельность
Являлся заведующим Отделением ядерной физики физического факультета МГУ, на 9 кафедрах которого проходят обучение порядка 400 студентов физического факультета ежегодно. С 2005 г. руководил кафедрой физики космоса физического факультета МГУ, являлся автором спецкурсов («Физика солнечно-земных связей», «Введение в космофизику» в рамках учебного плана физического факультета; под его руководством защищаются дипломные и диссертационные работы).

## Научно-организационная деятельность
Членство в редколлегиях научных журналов:
- «Journal of Astrobiology & Outreach» (с 16 января 2013 г.)
- «Известия Российской академии наук. Серия физическая» (с 20 января 2012 г.)
- «Ядерная физика» (с 19 января 2010 г.)
- «Космические исследования» (с 12 января 1995 г.)

Членство в научных организациях, научных советах:
- Член бюро Совета РАН по космосу
- Председатель Научного совета РАН по комплексной проблеме «Космические лучи»
- Руководитель секций «Физика космических лучей» Совета РАН по космосу и Комитета по научно-техническому сотрудничеству РАН и Роскосмоса (КНТС)
- Член НТС Госкорпорации «Роскосмос»
- Руководитель рабочей группы #4 «Космическая среда» («Space environment») Международной организации по стандартизации (ISO — International Organization of Standardization)
- Член бюро Комитета по космическим исследованиям (COSPAR — Committee of Space Research), представитель России, в 2018 г. был избран вице-президентом этой международной организации (с 2014)
- Член комиссии С4 («Асточастицы» — «Astroparticle») Международного союза по чистой и прикладной физике (IUPAP — International Union of Pure and Applied Physics) (с 2014)
- Председатель Учёного совета НИИЯФ МГУ
- Член Учёного совета МГУ
- Член Учёного совета физического факультета МГУ
- Председатель диссертационного совета № 01.05 МГУ

### Научно-популярная
- Панасюк М. И. Странники Вселенной или эхо Большого взрыва. — М.: Век 2, 2005. — 272 с. — ISBN 5-85099-160-3.
- Панасюк М. И. Радиоактивная Вселенная. — Фрязино: Век 2, 2019. — 272 с. — ISBN 978-5-85099-200-2.
- Профиль М. И. Панасюка Архивная копия от 9 июня 2019 на Wayback Machine в Интеллектуальной Системе Тематического Исследования Наукометрических данных МГУ им. М. В. Ломоносова

### Редакторская деятельность
- Энциклопедия Московского университета. Научно-исследовательский институт ядерной физики им. Д. В. Скобельцына / под общ. ред. М. И. Панасюка, Е. А. Романовского и В. И. Саврина. — Москва : Библион — Рус. кн., 2005. — 350 с., [16] л. ил., портр. : ил., портр.; 24 см; ISBN 5-902005-05-1 (В пер.)
- Модель космоса : [научно-информационное издание : в 2 томах] / Московский гос. ун-т им. М. В. Ломоносова, Науч.-исслед. ин-т ядерной физики имени Д. В. Скобельцына; под ред. М. И. Панасюка. — 8-е изд. — Москва : КДУ, 2007-. — 25 см; ISBN 978-5-98227-418-2
- Основоположники. Они создали наш институт. Научно-исследовательский институт ядерной физики им. Д. В. Скобельцына / Московский гос. ун-т им. М. В. Ломоносова, НИИ ядерной физики им. Д. В. Скобельцына; [под общ. ред. М. И. Панасюка и В. И. Саврина]. — Москва : Университет. Книжный дом, cop. 2016. — 142, [1] с. : ил., портр.; 34 см; ISBN 978-5-98227-999-6 : 800 экз.
- Годовой отчет за 2016 год / Московский государственный университет имени М. В. Ломоносова, НИИ ядерной физики имени Д. В. Скобельцына; [под ред. М. И. Панасюка, В. И. Саврина]. — Москва : КДУ : Университетская книга, 2017. — 151 с. : цв. ил., портр.; ISBN 978-5-91304-740-3

Количество цитирований (на сентябрь 2018 г.) Scopus: 3045, Web of Science: 2305. Индекс Хирша — 21.

## Награды
- 2005: звание «Заслуженный работник высшей школы Российской Федерации» (Министерство образования и науки РФ)
- 2001: Медаль 40 лет космическому полёту Ю. А. Гагарина (Федерация_космонавтики_России#Памятные_медали)
- 1999: Премия имени М. В. Ломоносова за научные работы (лауреаты: Панасюк М. И., Сосновец Э. Н., Ковтюх А. С.), Московский государственный университет имени М. В. Ломоносова
- 1987: Знак «Отличник высшей школы» (Министерство высшего и среднего специального образования СССР)
- 1985: премия Министерства высшего и среднего специального образования СССР